# Сарр, Сиди
Сиди Сарр (фр. Sidy Sarr; 5 июня 1996 года, Дакар, Сенегал) — сенегальский футболист, полузащитник французского клуба «Эпиналь». Выступал за национальную сборную Сенегала.

## Карьера
Сарр является уроженцем Сенегала и занимался футболом в родной стране, прошёл школы «Дакар Сакре» и «Мбур Пети». Летом 2015 года полузащитник подписал трёхлетний контракт с бельгийским клубом «Кортрейк». 18 октября 2015 года дебютировал в Лиге Жюпиле в поединке против «Шарлеруа», выйдя на замену на 80-й минуте вместо Стейна де Смета. Всего в сезоне 2015/2016 провёл десять встреч, выходя лишь на замену. 30 апреля 2016 года забил свой первый профессиональный гол, поразив ворота льежского «Стандарда». Сезон 2016/2017 также начал в статусе наиболее часто используемого игрока замены.
Также Сарр выступал за молодёжную сборную Сенегала. Принимал участие в чемпионате мира по футболу среди молодёжных команд 2015 года. Принял участие во всех семи встречах, забил один мяч в ворота сверстников из Украины. Вместе с командой вышел в финал, где проиграл молодёжной сборной Мали.

## Личная жизнь
В октябре 2020 года был арестован по подозрению в связях с несовершеннолетними проститутками. Позднее был отпущён и охарактеризован как «жертва манипуляции».